# ورم محتمل التسرطن
يطلق مصطلح ورم محتمل التسرطن أو ورم محتمل الخباثة على أي حالة مرضية إذا ما تركت دون علاج قد تتحول إلى مرض سرطاني،
قد تكون هذه الحالة مرضاً معينًا أو قد تكون جزءً من متلازمة مرضية، وتُعد الخلايا محتملة التسرطن خلايا غير طبيعية لكنها على عكس الخلايا المُسرطنة لا تغزو الأنسجة المجاورة.

## منشأ الحالة
غالبًا ما تنشأ الحالات الورمية محتملة الخباثة في الأنسجة المصابة بالثدن أو الخلل التنسجي حيث أن خلايا تلك الأنسجة تتحور إلى نوع جديد من الخلايا قد تكون في العديد من الحالات غير ناضجة (أي أن نموها لم يكتمل بحيث يصل لمرحلة اختصاصها بنوع معين أو وظيفة معينة) مما يكون لدينا نسيجا عير فعال وذا قابلية للتحور إلى مرض سرطاني.

## أمثلة على الحالة
من أشهر هذه الحالات الورمية محتملة الخباثة:
- التقران السفعي تقران سفعي وهو تحور نسيجي يصيب خلايا الجلد وقد يتطور في بعض الأحيان ليسبب سرطان الجلد. عادة ما يصيب المناطق التي تتعرض بكثرة لأشعة الشمس والغير محمية من الأشعة فوق البنفسجية.
- خلل التنسج العنقي وهو خلل تنسجي يصيب الأنسجة المبطنة لعنق الرحم الأمر الذي يؤدي إلى خلل في نضوج تلك الخلايا وبالتالي زيادة احتمالية تطور هذه الحالة إلى سرطان عنق الرحم
- خلل تنسج المريء وكما في حالة خلل تنسج عنق الرحم هو خلل تنسجي يصيب الأنسجة المبطنة للمريء مما يؤدي لتحوير نوع الخلايا الطلائية في المريء إلى النوع المعدي. تتزامن هذه الحالات في كثير من الأحيان مع القلس المعدي المزمن.